# 1943 у хокеї з шайбою
Нижче наведені хокейні події 1943 року у всьому світі.

## НХЛ
В сезоні 1942/43 утворилася «Велика шістка» НХЛ: «Монреаль Канадієнс», «Торонто Мейпл-Ліфс», «Детройт Ред-Вінгс», «Бостон Брюїнс», «Нью-Йорк Рейнджерс» і «Чикаго Блекгокс». У такому складі ліга існувала до 1967 року.
У фіналі кубка Стенлі «Детройт Ред-Вінгс» переміг «Бостон Брюїнс».
|  | Півфінали            | Півфінали       |   |  | Фінал               | Фінал |  |
|  |                      |                 |   |  |                     |       |  |
|  |                      |                 |   |  |                     |       |  |
|  | «Детройт Ред-Вінгс»  | 4               |   |  |                     |       |  |
|  | «Торонто Мейпл-Ліфс» | 2               |   |  |                     |       |  |
|  |                      |                 |   |  |                     |       |  |
|  |                      |                 |   |  |                     |       |  |
|  |                      |                 |   |  | «Детройт Ред-Вінгс» | 4     |  |
|  |                      | «Бостон Брюїнс» | 0 |  |                     |       |  |
|  |                      |                 |   |  |                     |       |  |
|  |                      |                 |   |  |                     |       |  |
|  |                      |                 |   |  |                     |       |  |
|  |                      |                 |   |  |                     |       |  |
|  | «Бостон Брюїнс»      | 4               |   |  |                     |       |  |
|  | «Монреаль Канадієнс» | 1               |   |  |                     |       |  |

## Національні чемпіони

- Богемія та Моравія: ЛТЦ (Прага)
- Словаччина: ОАП (Братислава)
- Угорщина: «Будаї» (Будапешт)
- Фінляндія: КІФ (Гельсінкі)
- Швейцарія: «Давос»
- Швеція: «Гаммарбю» (Стокгольм)

## Переможці міжнародних турнірів
- Кубок Шпенглера: «Давос» (Швейцарія)
- Кубок Татр: «Татри» (Попрад, Словаччина)